# Seyyed Mohammad Tabatabaí
Mirza Seyyed Mohammad Tabatabaí, conocido también como Aqá Seyyed Mohammad Sangalayí (Karbala, 22 de diciembre de 1842–Teherán, 28 de enero de 1920) fue un notable ulema moŷtahed duodecimano, y uno de los líderes del movimiento constitucionalista iraní de 1905-1907.

## Biografía
Seyyed Mohammad Tabatabaí nació en la ciudad iraquí de Karbala, centro religioso chií. Su familia se mudó a Hamadán cuando él contaba apenas dos años de edad, y a Teherán cuando tenía ocho. Recibió una educación tradicional, aprendiendo la literatura árabe y la jurisprudencia y doctrinas islámicas de su padre y la filosofía de Mirza Abolhasán Yelvé. Fue también alumno del sheij Hadí Naŷmabadí, maestro de varias personalidades con un papel destacado en la Revolución constitucional iraní, como Alí Akbar Dehjodá y Mirza Yahangir Jan, Sur-e Esrafil.
En 1881 emprendió el viaje de peregrinación ritual islámico a La Meca y de regreso se instaló en Samarra, estudiando con Mirzá Mohammad Hasán Hoseiní Shirazí –promotor del boicot del tabaco en Irán en protesta por la concesión de su monopolio a una empresa occidental–, y completó sus estudios con él. A la muerte de su padre llevó a Samarra a toda su familia y durante diez años actuó como consejero político de su maestro, Mirzá Shirazí.

### Regreso a Teherán
Tabatabaí regresó a Teherán por consejo de Mirzá Shirazí, y se mantuvo apartado de los círculos de poder y gubernamentales. En sus sermones, insistía en el valor de la libertad y mostró tendencias republicanas que polarizaron a su público, alienándose a algunos y granjeándole seguidores más decididos por otra parte. Su estilo de vida austero lo protegió de manera eficaz de difamaciones por sus detractores. Las ideas centrales en su prédica fueron las de gobierno nacional, imperio de la ley, igualdad ante la ley y justicia social sin discriminaciones.
Francmasón secreto, Tabatabaí acordaba gran importancia a la enseñanza según métodos modernos y fundó una escuela donde poner en práctica sus ideas, la «Escuela Islámica», dirigida por su hermano Asadollah Tabatabaí. Está registrado un discurso pronunciado allí el 28 de octubre de 1905, en plena revolución constitucional, en que defendió la necesidad de difundir la enseñanza y establecer escuelas modernas en todo Irán.

### Revolución constitucional
Suele citarse como desencadenante de la Revolución constitucional iraní el azote de tres respetados comerciantes de azúcar del bazar de Teherán en diciembre de 1905 por orden del gobernador de la ciudad, Ahmad Alaoddoulé, por haber desobedecido órdenes reales de reducir los precios de venta en un período de grave inflación motivada por malas cosechas, una epidemia de cólera y perturbaciones en el comercio con el vecino imperio ruso debido a la guerra ruso-japonesa. Ese castigo suscitó la indignación de numerosos comerciantes y un gran número de gente, incluidos ulemas, declaró un «encierro» en la Mezquita Real (مسجد شاه, trl. masŷed-e Šâh, Mezquita del Imam Jomeini desde 1979). El sadr-e aʿzam de Mozaffareddín Shah Qayar, Einoddoulé, hizo que los desalojaran, en contra de la tradición de respeto de tales encierros. A continuación, un gran número de ulemas teheraníes se retiraron —a propuesta de Tabatabaí— al santuario de Shah Abdolazim, en Rey (a varios kilómetros al sudeste de la capital) y formularon una serie de reivindicaciones dirigidas al shah. La reclamación más destacada de los protestantes fue el establecimiento de una «casa de justicia», cuyas características no se especificaban. Tras aceptar el monarca la creación de la institución —que sería la génesis de la Asamblea Consultiva Islámica—, los ulemas abandonaron la protesta y regresaron a Teherán.
Sin embargo, el sah se retractó y, en una atmósfera ya revolucionaria, un oficial de la guardia cosaca mató a un seyyed, y en protesta se produjo un nuevo bast en junio de 1906, esta vez en Qom, dirigido por Tabatabaí, Seyyed Abdollah Behbahaní e incluso el monárquico sheij Fazlollah Nurí, que amenazaban con hacer emigrar a todos los ulemas a Nayaf y Karbala, lo que privaría al país de servicios religiosos (y jurídicos). Casi de inmediato, se produjo un gran tercer bast de entre 12 000 y 14 000 bazaríes de Teherán en el jardín de la embajada británica. Las reivindicaciones eran entonces la destitución del administrador belga de las aduanas y del sadr-e aʿzam, reparaciones por disturbios acaecidos en Kermán, la paralización de la construcción del Banco Ruso en el terreno de un cementerio y, sobre todo, el establecimiento de la «casa de justicia».
Tabatabaí se cercioró de que la constitución de la asamblea avanzaba visitando al shah en el palacio de Sahebqeranié y obteniendo en la visita el borrador de la ley electoral que preparaba el sah. Pese a no ser diputado, Tabatabaí participaba, al igual que Behbahaní, en los debates, donde había recibido el encargo de representar a la comunidad asiria. Los diputados se coaligaron en dos corrientes, los «moderados» o conservadores, a los que apoyaban Tabatabaí y Behbahaní, y los liberales, liderados por Seyyed Hasán Taqizadé.
Cuando el siguiente monarca, Mohammad Alí Shah, hizo bombardear el parlamento por el coronel ruso Liajof en junio de 1908 dando pie a la guerra civil, Tabatabaí fue arrestado junto a Behbahaní, a diferencia de la mayor parte de los dirigentes parlamentarios que lograron escapar –y de las cerca de 250 víctimas mortales–. En la guerra civil, el bando constitucionalista recibió un impulso considerable al proclamar cuatro ulemas principales de Nayaf su apoyo a Tabatabaí y Behbahaní, frente a Fazlollah Nurí.
En las segunda y tercera legislaturas (1909-1911 y 1914-1915), Tabatabaí siguió apoyando a los mayoritarios moderados frente a los liberales de Taqizadé, transformados en Partido Demócrata Popular. El partido moderado de Tabatabaí, compuesto fundamentalmente de notables y terratenientes, defendió los valores tradicionales, la educación religiosa, la propiedad privada, la asistencia financiera a la «clase media», la institución de un senado y, sobre todo, la sharia, además de mantener una campaña contra el anarquismo, el ateísmo y el materialismo.
Seyyed Mohammad Tabatabaí falleció en Teherán en 1920, a los 77 años de edad.